# Rhinolophus stheno
Rhinolophus stheno — вид рукокрилих родини Підковикові (Rhinolophidae).

## Поширення
Країни проживання: Індонезія (Ява, Суматра), Лаос, Малайзія (півострів Малайзія), М'янма, Таїланд, В'єтнам. Мешканець деградованих і первинних листяних лісів.

## Загрози та охорона
Немає серйозних загроз для цього виду. Відомий з багатьох охоронних територій у всьому ареалі.